# مايك فينر
مايك فينر (بالألمانية: Mike Fenner)‏ هو منافس ألعاب قوى ألماني، ولد في 24 أبريل 1971 في برلين في ألمانيا.

## وصلات خارجية
- مايك فينر على موقع الاتحاد الدولي لألعاب القوى (الإنجليزية)
- مايك فينر على موقع أوليمبيديا (الإنجليزية)